# Miodusy
Miodusy – wieś w Polsce położona w województwie mazowieckim, w powiecie sierpeckim, w gminie Gozdowo. Ma status sołectwa.
W latach 1975–1998 miejscowość administracyjnie należała do województwa płockiego